# Адміністративний поділ країн Океанії
Усього на території Океанії станом на 2006 рік — 13 незалежних країн та 21 залежні території. Загальна площа Океанії — 1 595,5 тис. км. Загальна кількість населення (станом на 1 липня 2011 року) — 41 483,5 тис. осіб.
Традиційний поділ Океанії:
- Меланезія (Папуа Нова Гвінея, Соломонові Острови, Фіджі, Вануату, а також Нова Каледонія). За розширеного трактування до Меланезії відносять частину островів Індонезії зі Східним Тимором.
- Мікронезія (Кірибаті, Науру, Палау, Федеративні Штати Мікронезії, Маршаллові Острови, а також Гуам, Північні Маріанські острови та інші залежні території)
- Полінезія (Нова Зеландія, Самоа (Західне Самоа), Тонга, Тувалу, а також Американське Самоа, Острови Кука, Французька Полінезія, Гаваї США, Ніуе, Піткерн, Токелау, Волліс і Футуна і Острів Пасхи.

При поділі суходолу на частини світу Океанію об'єднують з Австралією, ця частина світу називається Австралія і Океанія
Деякі об'єднують Австралію, Нову Зеландію та деякі залежні від цих країн території в Австралазію. За розширеного трактування до Океанії можуть відносити увесь Малайський архіпелаг (Індонезія, Східний Тимор, Малайзія, Сінгапур, Бруней) і Філіппіни.
| Назва країни                                 | Площа (км²) | Населення (1 липня 2002) | Столиця чи адмін. центр | Адміністративний поділ                                                                   | докладніше |
| -------------------------------------------- | ----------- | ------------------------ | ----------------------- | ---------------------------------------------------------------------------------------- | ---------- |
| Незалежні країни:                            |             |                          |                         |                                                                                          |            |
| Вануату                                      | 12 200      | 196 178                  | Порт-Віла               | 6 провінцій                                                                              | докладніше |
| Кірибаті                                     | 811         | 96 335                   | Південна Тарава         | 3 округи                                                                                 | докладніше |
| Маршаллові Острови                           | 181         | 73 630                   | Маджуро                 | 33 муніципалітети                                                                        | докладніше |
| Науру                                        | 21          | 12 329                   | Ярен                    | 14 районів                                                                               | докладніше |
| Нова Зеландія                                | 268 680     | 3 908 037                | Веллінгтон              | 16 районів, 1 територія *                                                                | докладніше |
| Палау                                        | 458         | 19 409                   | Нгерулмуд               | 16 штатів                                                                                | докладніше |
| Папуа Нова Гвінея                            | 462 840     | 5 172 033                | Порт-Морсбі             | 20 провінцій                                                                             | докладніше |
| Самоа                                        | 2 944       | 178 631                  | Апіа                    | 11 округів                                                                               | докладніше |
| Соломонові Острови                           | 28 450      | 494 786                  | Хоніара                 | 9 провінцій, 1 столична територія                                                        | докладніше |
| Тонга                                        | 748         | 106 137                  | Нукуалофа               | 3 округа                                                                                 | докладніше |
| Тувалу                                       | 26          | 11 146                   | Фунафуті                | 8 острівних рад                                                                          | докладніше |
| Федеративні Штати Мікронезії                 | 702         | 135 869                  | Палікір                 | 4 штати                                                                                  | докладніше |
| Фіджі                                        | 18 270      | 856 346                  | Сува                    | 4 округи                                                                                 | докладніше |
| Залежні території:                           |             |                          |                         |                                                                                          |            |
| Залежні території Австралії:                 |             |                          |                         |                                                                                          |            |
| Острів Норфолк                               | 35          | 1 866                    | Кінгстон                |                                                                                          |            |
| Острови Коралового моря                      | 3,0         | 0                        |                         |                                                                                          | докладніше |
| Залежні території Франції:                   |             |                          |                         |                                                                                          |            |
| Нова Каледонія                               | 19 060      | 207 858                  | Нумеа                   |                                                                                          | докладніше |
| Французька Полінезія                         | 4 167       | 257 847                  | Папеете                 |                                                                                          | докладніше |
| Волліс і Футуна                              | 274         | 15 585                   | Мата-Уту                |                                                                                          |            |
| Залежні території Великої Британії:          |             |                          |                         |                                                                                          |            |
| Піткерн                                      | 47          | 47                       | Адамстаун               |                                                                                          |            |
| Залежні території Сполучених Штатів Америки: |             |                          |                         |                                                                                          |            |
| Гуам                                         | 549         | 160 796                  | Хагатна                 |                                                                                          |            |
| Північні Маріанські острови                  | 477         | 77 311                   | Сайпан                  |                                                                                          | докладніше |
| Американське (Східне) Самоа                  | 199         | 68 688                   | Паго-Паго               |                                                                                          |            |
| Атол Мідвей                                  | 6,2         | 0                        |                         |                                                                                          |            |
| Атол Джонстон                                | 2,8         | 361                      |                         |                                                                                          |            |
| Острів Вейк                                  | 6,5         | 0                        |                         |                                                                                          |            |
| Острів Бейкер                                | 1,4         | 0                        |                         |                                                                                          |            |
| Острів Гауленд                               | 1,6         | 0                        |                         |                                                                                          |            |
| Острів Джарвіс                               | 4,5         | 0                        |                         |                                                                                          |            |
| Риф Кінгмен                                  | 1,0         | 0                        |                         |                                                                                          |            |
| Атол Пальміра                                | 11,9        | 0                        |                         |                                                                                          |            |
| Залежні території Нової Зеландії:            |             |                          |                         |                                                                                          |            |
| Острови Кука                                 | 240         | 20 811                   | Аваруа                  |                                                                                          |            |
| Ніуе                                         | 260         | 2 134                    | Алофі                   |                                                                                          |            |
| Токелау                                      | 10          | 1 431                    | [ 2 ]                   |                                                                                          |            |
| Залежні території Чилі:                      |             |                          |                         |                                                                                          |            |
| Острів Пасхи                                 | 163         | 3 791                    | Ханга-Роа               |                                                                                          |            |
| Країни, що частково розташовані в Океанії:   |             |                          |                         |                                                                                          |            |
| Індонезія                                    | 745 798     | 28 159 300               | Джакарта                | 30 провінцій                                                                             | докладніше |
| США                                          | 28 311      | 1 244 898                | Вашингтон               | 50 Штатів                                                                                | докладніше |
| Разом                                        | 1 595 960   | 41 483 590               |                         | 13 незалежні країни, 21 залежних територій, 2 країни, що частково розташовані в Океанії. |            |

## Невизнані країни
- Ротума (43 км², 2 810 чол. (1996 рік), столиця — Мотуса) — 1987 від Фіджі
- Бугенвіль (острів) (Республіка Північних Соломонових островів: 175 160 чол. (2000 рік)) — 1990 від Соломонових Островів